# Tableau noir
Pour l’article homonyme, voir Tableau noir (film).

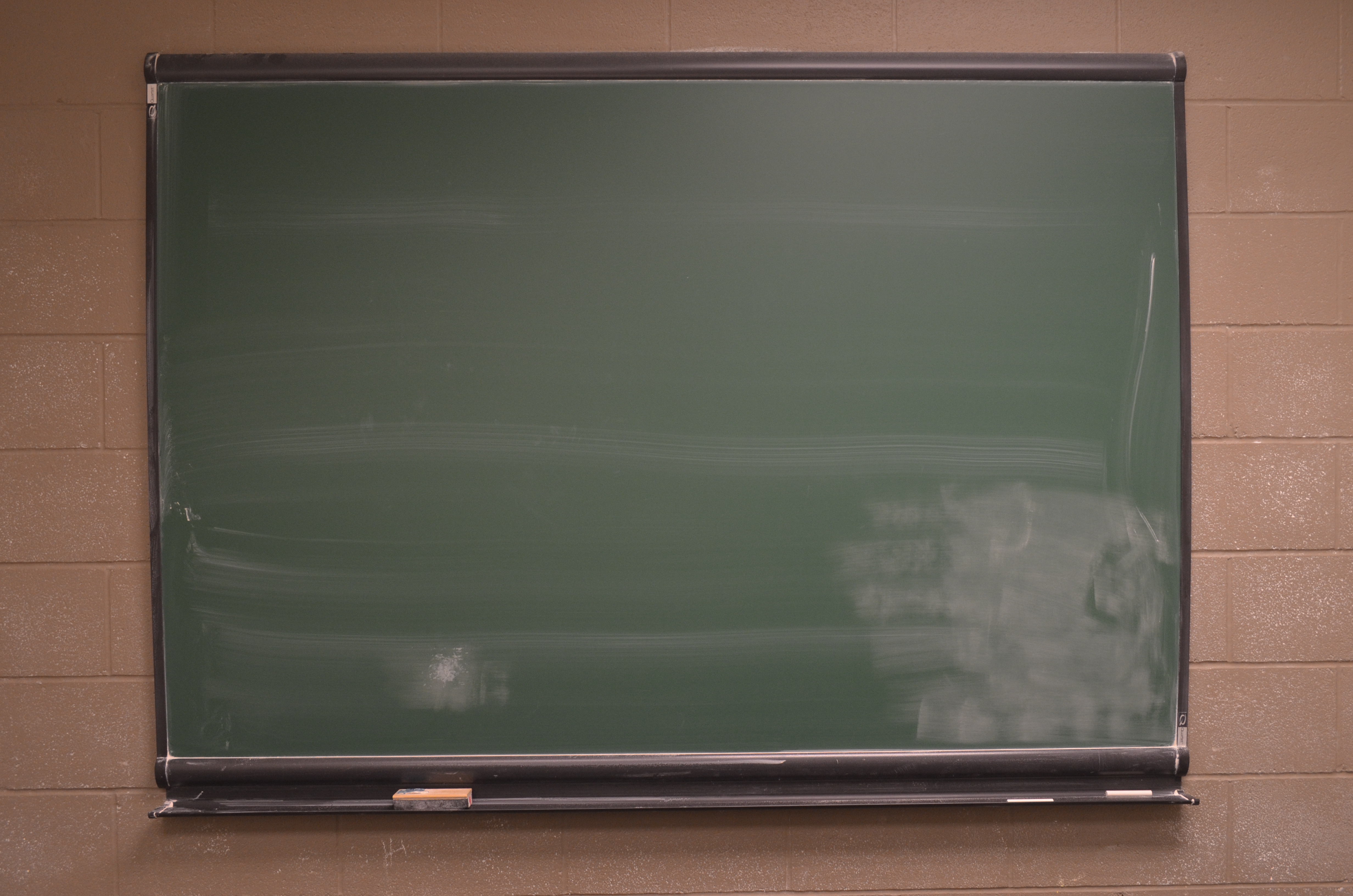
Un tableau noir en 2014 dans une salle de classe. En bas à droite, la craie a été effacée.

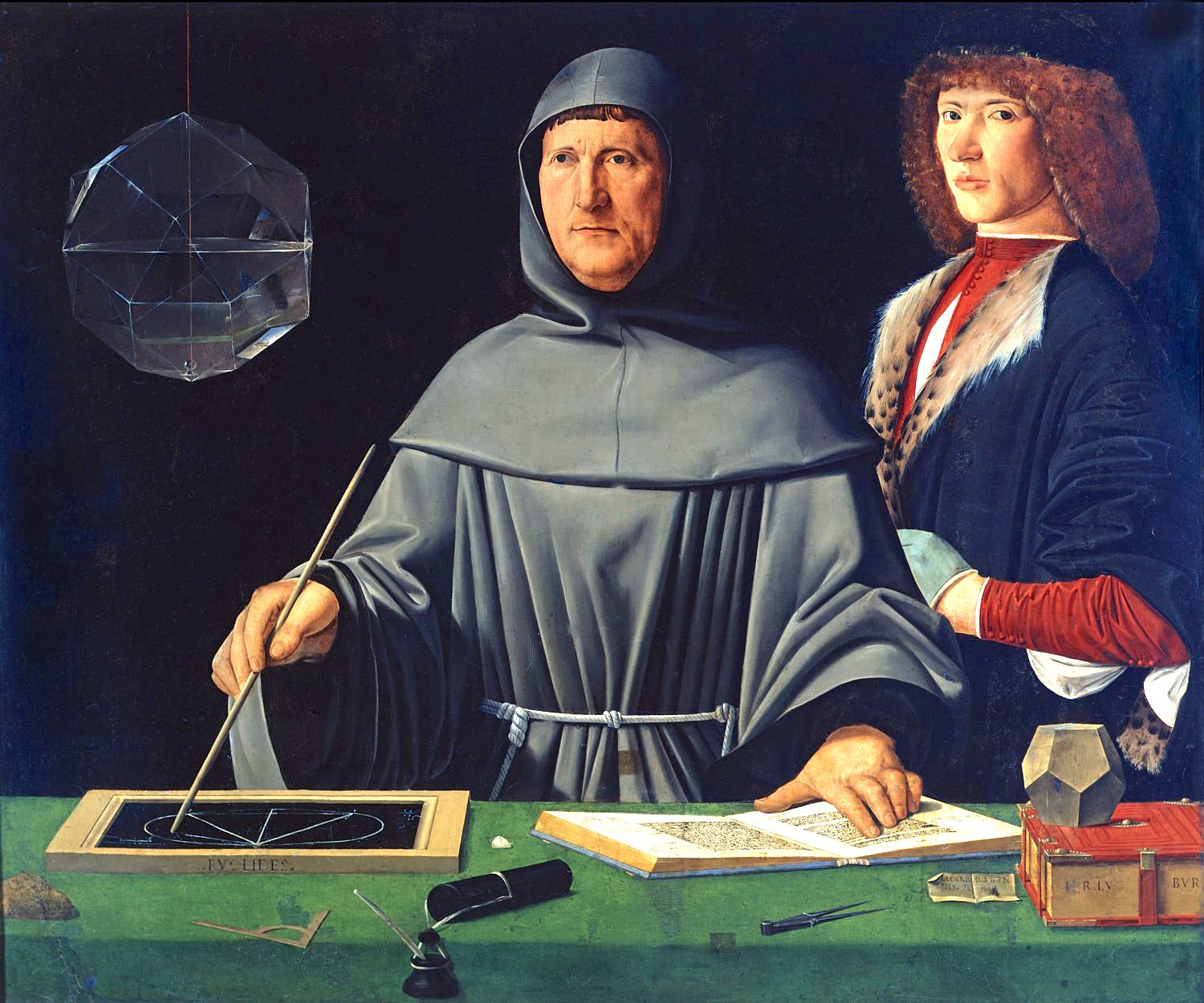
Ardoise sur la table de frère Luca Pacioli, peinture du XVe siècle

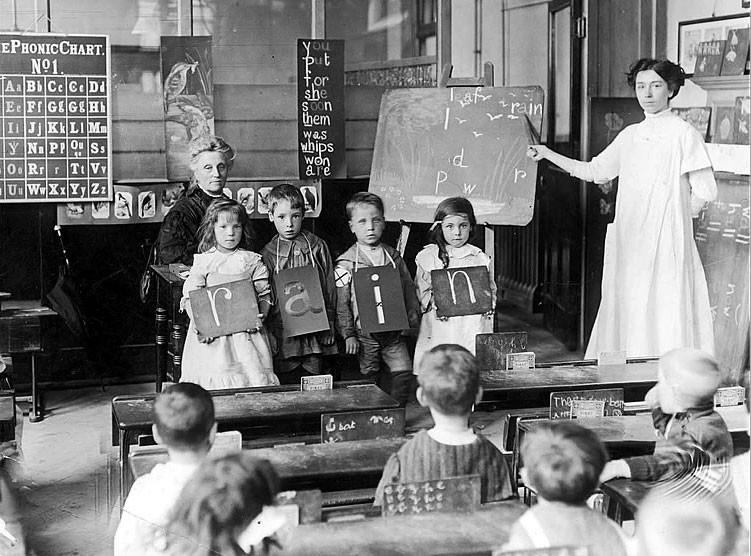
Leçon de lecture à Chelsea (Londres) en 1912.

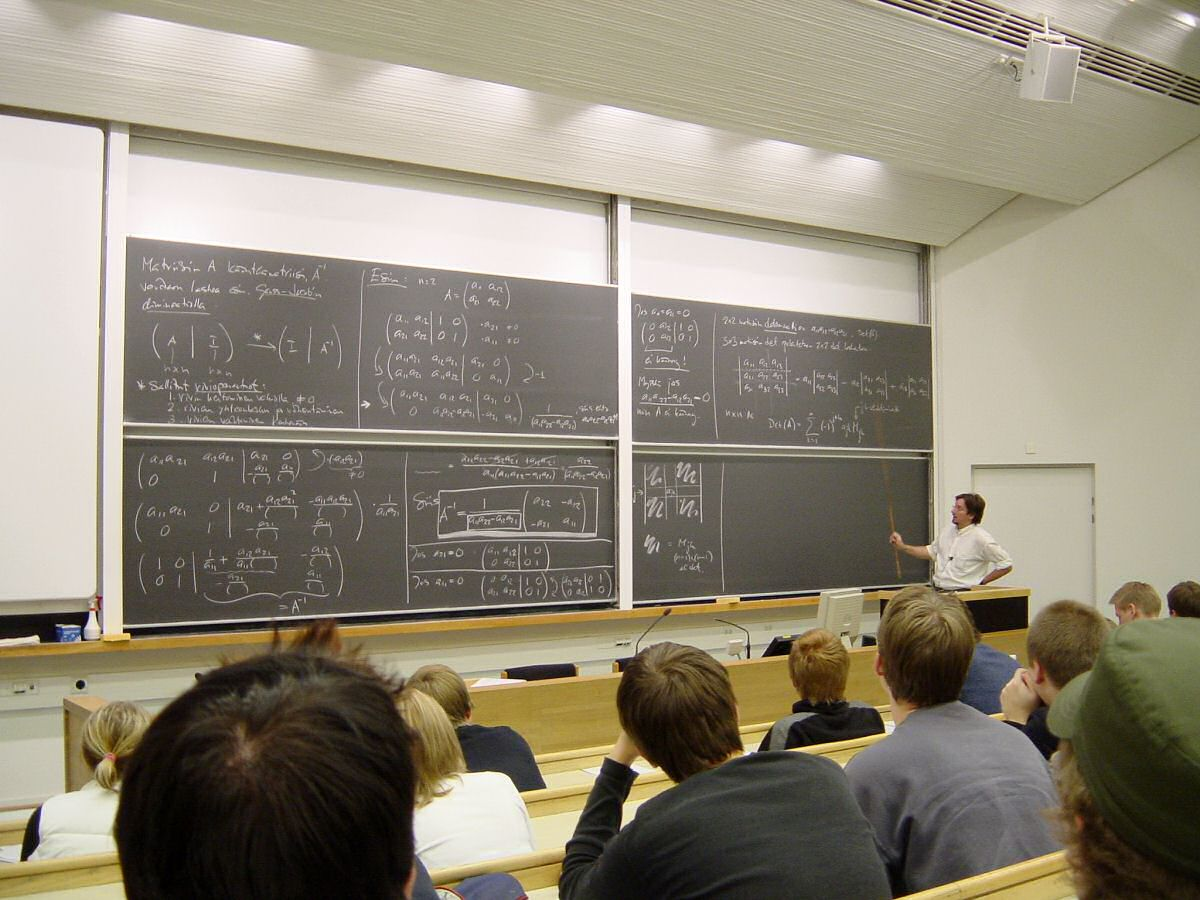
Tableau noir à l'université d'Helsinki

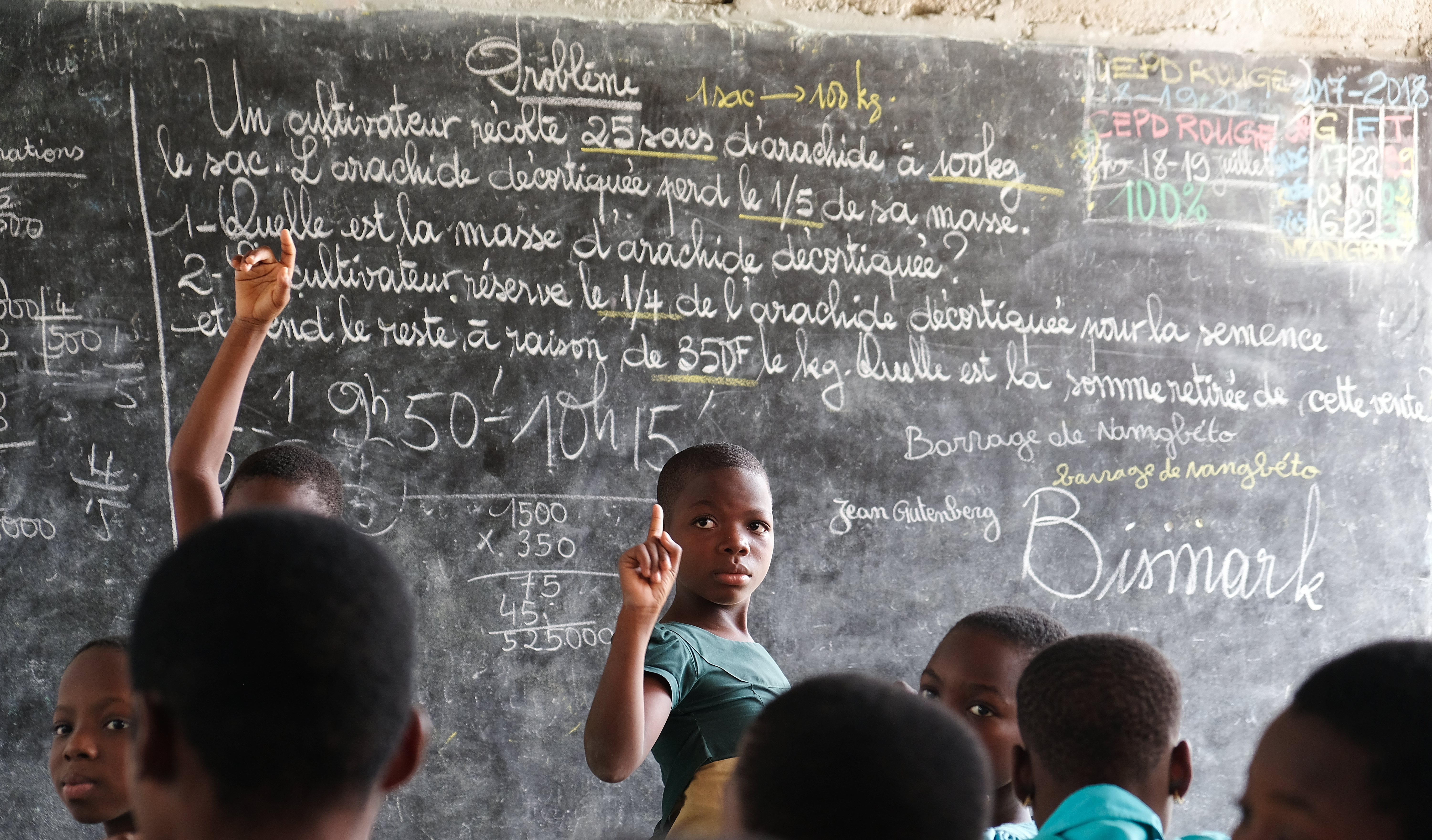
Cours dans une école togolaise

Un tableau noir est un panneau sur lequel on écrit des informations de caractère temporaire.

## Origine de l'expression
Si les tables ont été utilisées dès l'Antiquité pour diffuser ou conserver de l'information, le matériau utilisé a varié selon les époques et les cultures (tablettes d'argile, de cire ou ardoise). Dans l'enseignement, le recours au tableau noir et à la craie (de diverses couleurs) est attribué à un professeur du High School (équivalent du lycée en France) d’Édimbourg, l’Écossais James Pillans (1778–1864). George Baron, qui enseignait les mathématiques à l'Académie militaire de West Point en introduisit l'usage aux États-Unis dès 1801.
La plaque d'ardoise naturelle, d'un gris presque noir, dont était fait le tableau, aux siècles passés, a donné l'expression « tableau noir ». Cette appellation est restée, même lorsqu'au XXe siècle on a remplacé l'ardoise par un panneau de bois peint en noir, puis en vert foncé, sur lequel on pouvait également écrire à la craie.

## Utilisation
L'ardoise fut utilisée sous deux formats pour la prise de notes ou le dessin depuis des siècles. 
- Le petit format constitue une tablette à écrire portable, encadrée de bois pour limiter les possibilités de bris. Simplement appelé « ardoise », il servait aux adultes (scientifiques, professeurs, commerçants), et aux enfants qui apprenaient à écrire et compter en y dessinant les lettres et les chiffres avec un morceau d'ardoise taillé en crayon (appelé « touche » en Belgique).

L'utilisation de cette ardoise pour établir les additions dans les cafés et les boutiques a donné le nom « ardoise » au compte ouvert au client par le cafetier ou le marchand, permettant de consommer ou d'acheter temporairement à crédit.
- Le grand format a donné le tableau noir, monté sur un pied de métal ou de bois, ou accroché au mur du local, couramment utilisé dans les salles de classe pour écrire les explications et démonstrations destinées aux élèves. Il est de nos jours souvent remplacé, dans les pays industrialisés, par un tableau blanc sur lequel on écrit avec des feutres effaçables, d'usage plus souple.

Dans les bars, brasseries, restaurants et sur les marchés, le tableau noir est utilisé pour afficher le menu du jour et le prix des consommations, ceux-ci pouvant varier plusieurs fois par jour (dans les restaurants, les plats du jour changent et le prix du repas est souvent différent à midi et le soir ; dans les bars, on peut s'en servir pour indiquer le vin du moment ; sur les marchés, on y indique les prix qui varient en fonction du jour et baissent généralement avant la fermeture.)
Le tableau noir est également utilisé dans de nombreux jeux ou sports pour marquer les points des différents joueurs ou camps.